# 蜀山奇俠
《蜀山奇俠》（The God and the Demons of Zu Mountain）是香港無線電視於1989年3月拍攝的電視古裝武俠連續劇，改编自著名小说《蜀山剑侠傳》，全劇共20集，監製蕭笙。
千百年來，神魔勢不兩立，峨嵋叛徒丁隱違抗師命，闖入魔界並練成血影魔功，為害天下蒼生。峨嵋少俠李紫瓊、周青雲、上官警我、齊靈雲及齊金蟬為消滅丁隱，遂上路尋找紫郢、青索這兩把當年由法力無邊的師祖長眉真人所煉的滅魔神劍。途經紫玲谷遇上改邪歸正的司徒平，並邀請他加入滅魔行動。眾人歷經險境，終取得紫郢、青索兩柄神劍。
但此際丁隱已練成絕世魔功，能化身血影且殺人於無形。瓊、雲雖得神劍，奈何二人與上官警我、落伽山兀南公首徒沙艷紅已隱入糾纏不清的四角愛情之中，未能練成無上滅魔劍法，而與丁隱之正邪決鬥在即……。
主要演員有關禮傑、楊寶玲、李婉華、龔慈恩、王綺琴、區瑞偉、郭富城、陳珮珊、夏韶聲、劉江等。主題曲《年少無情》由顧嘉煇作曲，陳少琪填詞，張學友、關淑怡主唱。第二部为续集《蜀山奇侠之仙侣奇缘》。
此劇分別於1995年6月及1999年1月在翡翠台午夜劇集時段及清晨劇集時段重播。2009年11月14日起在無綫收費電視經典台《我們的…郭富城》系列節目每周六至日連續播映四集。2018年7月14日在TVB星河頻道“好戲連環看”時段重播。

## 演員表

### 主要角色
| 演員   | 角色     | 關係／描述 |
| 關禮傑 | 上官警我 | 原型為諸葛警我 玄真子的徒弟 李紫瓊和周青雲之夫 與歐陽平亦敵亦友 心純善良，喜歡沙艷紅，被文蛛所毒，但被沙艷紅所救，最后入魔         |
| 楊寶玲 | 李紫     | 原型為李英瓊 蜀山弟子 上官警我之妻                                                                                                 |
| 李婉華 | 周青雲   | 原型為周輕雲 蜀山弟子 上官警我之妻                                                                                                 |
| 龔慈恩 | 沙艷紅   | 星宿宮宮主 伽落山兀南公首徒 心純善良，喜歡上官警我，是上官警我的救命恩人                                                           |
| 王綺琴 | 嚴靈雲   | 原型為齊靈云 上官警我之好友 妙一真人之女                                                                                           |
| 郭富城 | 嚴金蟬   | 原型為齊金蟬 上官警我之好友 妙一真人之子 与上官警我的同門師兄弟                                                                    |
| 吳瑞庭 | 笑和尚   | 苦行頭陀的徒弟 上官警我的好友 |
| 歐瑞偉 | 歐陽平   | 原型為司徒平 五仙教弟子，后為峨眉弟子 程寒雙之夫 亦正亦邪，但本性善良，與上官警我等人亦敵亦友 與許飛娘不合，已歸順正道，最后去世   |
| 劉秀萍 | 程寒霜   | 原型為秦寒霜 天狐之女 峨眉派新來弟子 歐陽平之妻 程寒萼之姐                                                                         |
| 陳珮珊 | 程寒萼   | 原型為秦寒萼 天狐之女 峨眉派新來弟子 辛辰子之妻 程寒霜之妹                                                                         |
| 夏韶聲 | 血魔丁隱 | 原型為血神子鄧隱 長眉真人的師弟 魔界群魔之首 心狠手辣又詭計，喜歡沙艷紅，原來是峨眉派弟子 已墜入魔道而成為血魔，最后被紫青雙劍所滅 |
| 劉 江  | 妙一真人 | 峨眉派掌門 峨眉派三師弟 東華三仙之一 齊靈云和齊金蟬之父                                                                            |

### 武林各派
| 演員   | 角色         | 關係／描述                                                   |
| 高 雄  | 長眉真人     | 峨眉派祖師 丁隱的師兄 法力無邊，為正教之首腦人物，後飛昇成仙 |
| 朱承彩 | 妙一夫人     | 原型為妙一之妻荀蘭因 齊靈云和齊金蟬之母                      |
| 李龍基 | 離垢普渡居士 |                                                              |
| 劉雅麗 | 寶相夫人     | 蜀山弟子，乃天狐所化 程寒雙与程寒萼之母                      |
| 張英才 | 玄真子       | 峨眉派大師兄 東華三仙之一 上官警我的師父                     |
| 秦 煌  | 神駝一休     | 原型為大方真人 神駝乙休                                      |
| 關 菁  | 苦行頭陀     | 峨眉派二師兄 東華三仙之一 笑和尚的師父                       |
| 光 毅  | 朱 梅        | 嵩山二老之一                                                 |
| 羅 莽  | 藏靈子       |                                                              |
| 馬宗德 | 白谷逸       | 嵩山二老之一                                                 |
| 余家倫 | 李 寧        | 白眉和尚的弟子                                               |
| 顏昭雄 | 周 淳        |                                                              |
| 李麗麗 | 餐霞大師     | 黃山派掌門                                                   |
| 馬健聰 | 白眉和尚     |                                                              |
| 駿 雄  | 無塵牟尼大師 |                                                              |
| 白韻琴 | 碧波玉羅剎   | 原型為玉清大師玉羅剎 神尼優曇的首徒                          |
| 周家寶 | 仙女甲       |                                                              |
| 韓佩珊 | 仙女乙       |                                                              |
| 馮瑞珍 | 師 太        |                                                              |

### 魔宮
| 演員   | 角色   | 關係／描述                                              |
| 艾 威  | 尚和陽 | 五鬼天王 魔宮護法 丁隱手下 武功高強，但生性險惡，後被殺 |
| 李顯明 | 骨 魔  | 魔宮護法 丁隱的手下 生性陰險，後被殺                    |
| 呂 毅  | 紅毛妖 | 丁隱手下 後被殺                                         |
| 欣 樺  | 妖 女  | 邪派中人 丁隱手下 後被殺                                |
| 黃成想 | 妖 人  | 邪派中人 丁隱手下 後被殺                                |
| 方偉明 | 妖 人  | 邪派中人 丁隱手下 後被殺                                |
| 何小光 | 妖 人  | 邪派中人 丁隱手下 後被殺                                |
| 譚瓚強 | 妖 人  | 邪派中人 丁隱手下 後被殺                                |
| 陶日華 | 轎 夫  | 沙艷紅手下                                              |
| 黃奕同 | 轎 夫  | 沙艷紅手下                                              |
| 周國榮 | 轎 夫  | 沙艷紅手下                                              |
| 江德華 | 轎 夫  | 沙艷紅手下                                              |

### 滇西教
| 演員   | 角色     | 關係／描述                                                                       |
| 鄭 雷  | 毒龍尊者 | 滇西教教主 毒龍精所化，是無惡不作的精怪 一方与綠袍老祖攻打武林各派，后被妙一鎮壓 |
| 張鴻昌 | 俞 德    | 滇西教弟子 毒龍尊者的徒弟                                                        |

### 陰山派
| 演員   | 角色     | 關係／描述                                                              |
| 朱鐵和 | 綠袍老祖 | 陰山派掌門 辛辰子的師父 青蛇精所化 生性凶殘，与丁隱不合，最后被丁隱殺死 |
| 李耀敬 | 辛辰子   | 陰山派弟子 與綠袍老祖不合 最終為綠袍老祖所滅                            |

### 五仙教
| 演員   | 角色   | 關係／描述 |
| 劉桂芳 | 許飛娘 | 万妙仙姑 混元祖師的妻子 五仙教教主 蛇精化身 歐陽平的師父 毒龍尊者的戀人 心術不正，作惡多端，與綠袍老祖狼狽為奸，最后陰謀識破被殺 |

### 其他角色
| 演員   | 角色     | 關係／描述                            |
| 陳勉良 | 店小二   |                                       |
| 王偉樑 | 村 民    |                                       |
| 陳玉麟 | 女 奴    |                                       |
| 梁少狄 | 守護神   |                                       |
| 丁一峰 | 九烈神君 | 上官警我等人的好友 道術高強，精通醫術 |
| 孫季卿 | 村 長    |                                       |